# Psiloderces althepoides
Psiloderces althepoides is een spinnensoort uit de familie Psilodercidae. De soort komt voor in Borneo.